# Statistieken van Belgische Gouden Schoen
Op deze pagina staan statistieken van de Belgische Gouden Schoen. Alle gegevens zijn aangepast tot en met de editie van 2020.

## Winnaars per land
De Belgen trokken het vaakst aan het langste eind. Johan Boskamp was de eerste buitenlander die de trofee in ontvangst mocht nemen.
| Land           | Gouden Schoenen | Verschillende spelers |
| -------------- | --------------- | --------------------- |
| België         | 50              | 40                    |
| Nederland      | 3               | 3                     |
| Zweden         | 2               | 1                     |
| Marokko        | 2               | 1                     |
| Australië      | 1               | 1                     |
| Portugal       | 1               | 1                     |
| Servië         | 1               | 1                     |
| Ivoorkust      | 1               | 1                     |
| Tsjechië       | 1               | 1                     |
| Argentinië     | 1               | 1                     |
| Congo-Kinshasa | 1               | 1                     |
| Colombia       | 1               | 1                     |
| Israël         | 1               | 1                     |
| Nigeria        | 1               | 1                     |

### Percentage Belgen
Hieronder een overzicht van het aantal Belgen (weergeven in procent) die een Gouden Schoen wonnen, gerangschikt volgens decennium. Heeft een decennium 100%, dan betekent dat dat alle winnaars in dat decennium Belgen waren. Waren er geen Belgische winnaars, dan is het percentage in dat decennium gelijk aan 0. Het valt op dat het percentage in de loop der jaren steeds kleiner wordt. Dat betekent dus dat er steeds minder vaak een Belgische winnaar is.
- De jaren 1954-1959 : 100%
- De jaren 1960-1969 : 100%
- De jaren 1970-1979 : 80%
- De jaren 1980-1989 : 100%
- De jaren 1990-1999 : 70%
- De jaren 2000-2009 : 50%
- De jaren 2010-2019 : 50%

## Winnaars per club
Hieronder een overzicht van de clubs die het vaakst een Gouden Schoen wonnen. Het gaat om de club waar de winnaar speelde op het ogenblik van de uitreiking. Zo speelde Mbark Boussoufa in het kalenderjaar 2006 voor zowel KAA Gent als RSC Anderlecht. Maar het was bij Anderlecht dat hij de trofee in ontvangst mocht nemen.
| Club                | Aantal Gouden Schoenen | Verschillende spelers |
| ------------------- | ---------------------- | --------------------- |
| RSC Anderlecht      | 23                     | 17                    |
| Club Brugge         | 16                     | 11                    |
| Standard Luik       | 9                      | 8                     |
| KRC Genk            | 3                      | 3                     |
| Lierse SK           | 3                      | 3                     |
| Antwerp FC          | 3                      | 3                     |
| KV Mechelen         | 3                      | 2                     |
| KAA Gent            | 2                      | 2                     |
| Racing White / RWDM | 2                      | 2                     |
| KSK Beveren         | 2                      | 2                     |
| SV Zulte Waregem    | 1                      | 1                     |
| Beerschot VAV       | 1                      | 1                     |
| Eendracht Aalst     | 1                      | 1                     |
| Sint-Truidense VV   | 1                      | 1                     |

## Meervoudige winnaars
Tot en met 1956 kon de trofee slechts één keer gewonnen worden. Pas na enkele jaren kwamen ook ex-winnaars opnieuw in aanmerking voor de prijs. Paul Van Himst is de absolute recordhouder. Hij was ook de eerste die de prijs meer dan één keer won. Pär Zetterberg is dan weer de eerste buitenlander die de prijs meer dan één keer won.
| Nat.             | Naam                | Gouden Schoenen | Jaar                   |
| ---------------- | ------------------- | --------------- | ---------------------- |
| Vlag van België  | Paul Van Himst      | 4               | 1960, 1961, 1965, 1974 |
| Vlag van België  | Wilfried Van Moer   | 3               | 1966, 1969, 1970       |
| Vlag van België  | Jan Ceulemans       | 3               | 1980, 1985, 1986       |
| Vlag van België  | Hans Vanaken        | 3               | 2018, 2019, 2024       |
| Vlag van België  | Jef Jurion          | 2               | 1957, 1962             |
| Vlag van België  | Michel Preud'homme  | 2               | 1987, 1989             |
| Vlag van België  | Franky Van Der Elst | 2               | 1990, 1996             |
| Vlag van Zweden  | Pär Zetterberg      | 2               | 1993, 1997             |
| Vlag van Marokko | Mbark Boussoufa     | 2               | 2006, 2010             |

## Grootste verschil
Hieronder staat een lijst van winnaars die met het grootste verschil wonnen.
| Jaar | Winnaar            | Tweede            | Verschil |
| ---- | ------------------ | ----------------- | -------- |
| 2022 | Simon Mignolet     | Casper Nielsen    | 451      |
| 2004 | Vincent Kompany    | Luigi Pieroni     | 403      |
| 2003 | Aruna Dindane      | Walter Baseggio   | 378      |
| 1987 | Michel Preud'homme | Frans van Rooij   | 274      |
| 1982 | Eric Gerets        | Ludo Coeck        | 244      |
| 1983 | Frank Vercauteren  | Heinz Schönberger | 242      |
| 2013 | Dieumerci Mbokani  | Jelle Vossen      | 223      |

## Kleinste verschil
Hieronder staat een lijst van winnaars die met het kleinste verschil wonnen.
| Jaar | Winnaar            | Tweede              | Verschil |
| ---- | ------------------ | ------------------- | -------- |
| 1961 | Paul Van Himst     | Denis Houf          | 2        |
| 1997 | Pär Zetterberg     | Franky Van der Elst | 3        |
| 2008 | Axel Witsel        | Milan Jovanović     | 4        |
| 2014 | Dennis Praet       | Víctor Vázquez      | 5        |
| 1959 | Lucien Olieslagers | Armand Seghers      | 9        |
| 1975 | Johan Boskamp      | Rob Rensenbrink     | 9        |
| 1957 | Jef Jurion         | Louis Carré         | 12       |

## Overeenkomst met Profvoetballer van het Jaar
Sinds 1984 wordt ook de Profvoetballer van het Jaar verkozen. Deze prijs wordt uitgereikt aan de beste speler van een afgelopen seizoen, terwijl de Gouden Schoen gaat naar de beste speler van een kalenderjaar. Toch valt het vaak voor dat de Gouden Schoen en de trofee voor Profvoetballer van het Jaar naar één dezelfde persoon gaan. Hieronder een overzicht van alle spelers die in hetzelfde jaar beide trofeeën wonnen. (Let op: Boussoufa won de Gouden Schoen in januari 2011, maar de prijs geldt voor het kalenderjaar 2010.)
| Nat.             | Naam            | Overeenkomsten | Jaar       |
| ---------------- | --------------- | -------------- | ---------- |
| Vlag van België  | Jan Ceulemans   | 2              | 1985, 1986 |
| Vlag van Zweden  | Pär Zetterberg  | 2              | 1993, 1997 |
| Vlag van België  | Hans Vanaken    | 2              | 2018, 2019 |
| Vlag van Marokko | Mbark Boussoufa | 2              | 2006, 2010 |
| Vlag van België  | Philippe Albert | 1              | 1992       |
| Vlag van Nigeria | Paul Onuachu    | 1              | 2021       |

## Beste Gouden Schoen-elftal
De krant Het Nieuwsblad organiseerde in 2011 een referendum onder haar lezers. Er kon gestemd worden op de beste Gouden Schoen-winnaars. Dat leverde het onderstaande elftal op.
| Preud'homme Gerets Kompany Okon Zetterberg Van Moer Van der Elst Scifo Ceulemans Van Himst Rensenbrink |
| Bron: Sportwereld.be.                                                                                  |

## Extremen
- De eerste winnaar: Rik Coppens in 1954
- De jongste winnaar: Paul Van Himst in 1960 (17 jaar en 3 maanden)
- De oudste winnaar: Lorenzo Staelens in 1999 (35 jaar en 8 maanden)
- De eerste buitenlander: Johan Boskamp in 1975
- De eerste doelman: Jean Nicolay in 1963